# Вільгельм Фрікарт
Вільгельм Фрікарт (нім. Wilhelm Frickart; 25 липня 1893, Нойвід — ?) — німецький льотчик-ас, лейтенант Імперської армії.

## Біографія
В 1917 році літав у складі 24 го і 242-го льотних дивізіонів на Східному фронті, де був спостерігачем у лейтенанта Леопольда Анслінгера. Закінчивши підготовку на льотчика, перейшов у 20-й льотний дивізіон. В середині 1918 року був направлений в 64-ту, 19 серпня — в 65-ту винищувальну ескадрилью. 25 серпня і з 8 вересня по 20 жовтня виконував обов'язки командира ескадрильї. Воював у цій ескадрильї до кінця Першої світової війни.
Всього за час бойових дій здобув 12 перемог — 7 як спостерігач (включаючи 5 аеростатів) і 5 як льотчик. Ще 2 перемоги льотчиком залишились непідтвердженими.

## Нагороди
- Залізний хрест 2-го і 1-го класу
- Нагрудний знак військового пілота (Пруссія)
- Срібна медаль Святого Генріха
- Медаль Фрідріха-Августа
- Бронзова та срібна медаль «За хоробрість» (Австро-Угорщина)
- Королівський орден дому Гогенцоллернів, лицарський хрест з мечами (5 травня 1918)